# Leigné-les-Bois
Leigné-les-Bois är en kommun i departementet Vienne i regionen Nouvelle-Aquitaine i västra Frankrike. Kommunen ligger i kantonen Pleumartin som tillhör arrondissementet Châtellerault. År 2022 hade Leigné-les-Bois 565 invånare.

## Befolkningsutveckling
Antalet invånare i kommunen Leigné-les-Bois
| Referens: INSEE |